# ارابه‌ها (فیلم)
«ارابه‌ها» (انگلیسی: Carts) یک فیلم کمدی-درام به کارگردانی کریس کشمن محصول سال ۲۰۰۷ است. فیلم در جشنوارهٔ فیلم ولی موفق به دریافت جایزهٔ «ده درجه داغتر» شد.